# Miristhma aenea
Miristhma aenea är en stekelart som beskrevs av Boucek 1993. Miristhma aenea ingår i släktet Miristhma och familjen puppglanssteklar.
Artens utbredningsområde är Venezuela. Inga underarter finns listade i Catalogue of Life.